# NGC 4236
NGC 4236, (noto anche come C 3), è una galassia a spirale barrata visibile nella costellazione del Dragone; è una delle galassie più vicine al Gruppo Locale.

## Osservazione
Si individua poco più di un grado a WSW della stella κ Draconis; si mostra come ul fuso luminoso allungato in senso NNW-SSE in un telescopio amatoriale; la sua caratteristica più evidente è la scia chiara del nucleo, allungata, con una leggera deformazione sul lato nord. Si tratta di una galassia spirale vista quasi di taglio.

## Caratteristiche
La galassia si trova a circa 11 milioni di anni luce dalla Via Lattea, trovandosi dunque nelle immediate vicinanze del nostro gruppo di galassie; fa parte di un'associazione di galassie a cui appartengono anche le due galassie M81 e M82, osservabili nella costellazione dell'Orsa Maggiore. Osservazioni condotte alle onde radio e ai raggi infrarossi farebbe pensare che nel suo recente passato si sia verificato un intenso fenomeno di formazione stellare, con evidenze di un gran numero di resti di supernova recenti. La galassia si sta allontanando dalla nostra ad una velocità di circa 2 km/s.

### Opere generali
- (EN) Stephen James O'Meara, Deep Sky Companions: The Caldwell Objects, Cambridge University Press, 2003, ISBN 0-521-55332-6.
- (EN) R. W. Sinnott, editor, The Complete New General Catalogue and Index Catalogue of Nebulae and Star Clusters by J. L. E. Dreyer, Sky Publishing Corporation and Cambridge University Press, 1988, ISBN 0-933346-51-4.

### Carte celesti
- Tirion, Rappaport, Lovi, Uranometria 2000.0 - Volume I - The Northern Hemisphere to -6°, Richmond, Virginia, USA, Willmann-Bell, inc., 1987, ISBN 0-943396-14-X.
- Tirion, Sinnott, Sky Atlas 2000.0, 2ª ed., Cambridge, USA, Cambridge University Press, 1998, ISBN 0-933346-90-5.
- Tirion, The Cambridge Star Atlas 2000.0, 3ª ed., Cambridge, USA, Cambridge University Press, 2001, ISBN 0-521-80084-6.